# Empois

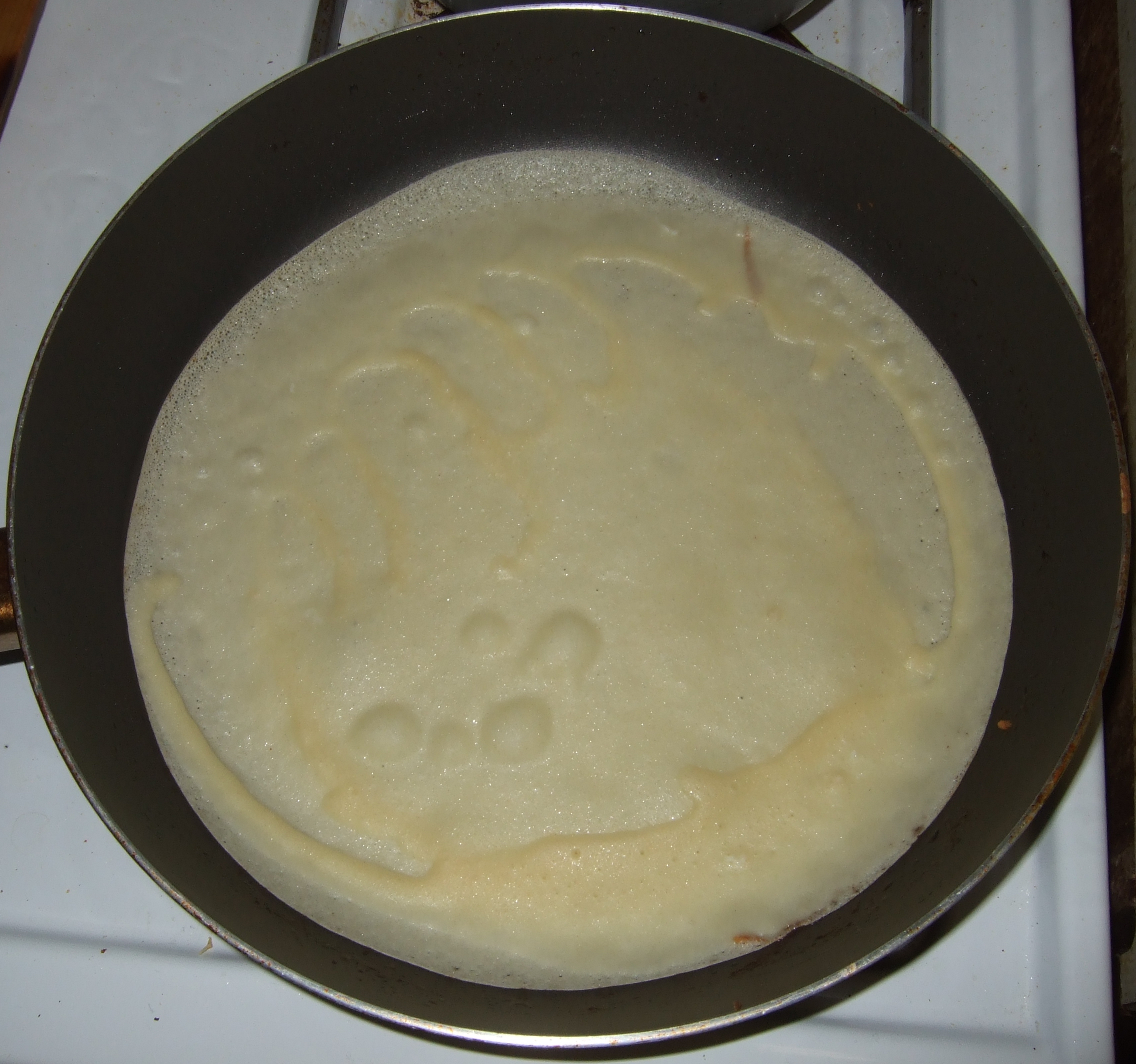
La deuxième face de la crêpe boursoufle à la cuisson : l'empois et la coagulation des protéines des œufs et du gluten forment un gel d'amidon et de protéines qui n'est pas perméable à la vapeur d'eau, d'où la formation de « cloques » (bulles de vapeur piégées sous la pâte).

L’empois résulte de l’agitation de la poudre d’amidon dans de l’eau chaude. Il se forme une suspension translucide plus ou moins visqueuse selon la concentration d’amidon.
Il est utilisé comme indicateur de fin de réaction lors des titrages chimiques ou biochimiques d’oxydoréduction qui font intervenir du diiode comme dans la mesure de l’indice d'iode des corps gras. En effet, en présence de diiode, l’empois prend une teinte bleu-foncé caractéristique.
L’empois est aussi utilisé comme un apprêt pour donner de la raideur au linge.
L’empois concentré est un fluide présentant un écoulement rhéoépaississant ou dilatant.